# Aleksiej Miszyn
Aleksiej Władimirowicz Miszyn (ros. Алексей Владимирович Мишин; ur. 8 lutego 1979 w Ruzajewce) – rosyjski zapaśnik w stylu klasycznym. Dwukrotny olimpijczyk. Zdobył złoty medal na Igrzyskach w Atenach w 2004 w wadze 84 kg, pokonując w finale Arę Abrahamiana. Dziewiąty w Pekinie 2008. 
Ośmiokrotny uczestnik Mistrzostw Świata, pięciokrotny medalista, złoty w 2007 roku. Dziesięć razy startował na Mistrzostwach Europy. Sześciokrotnie był mistrzem (2001, 2003, 2005, 2007, 2009, 2013).
Pierwszy w Pucharze Świata w 2009; drugi w 2006; szósty w 2010; ósmy w 2012; dziewiąty w 2013.
Złoty medal na igrzyskach wojskowych w 2007 i brązowy w 2015. Wojskowy mistrz świata w 2002 roku.
Siedem razy był mistrzem Rosji w latach 1999, 2005, 2006, 2008, 2009, 2011, 2013; wicemistrz w 2000, 2002, 2012, 2015 i 2016, a trzeci w 1998 i 2017 roku.
Jego brat, Dienis Miszyn, był również zapaśnikiem.